# Terry Hall
Terence Edward Hall, más conocido como Terry Hall (Coventry, 19 de marzo de 1959-18 de diciembre de 2022), fue un músico inglés, y fue el vocalista principal de la banda The Specials y que también lo fue de Fun Boy Three, The Colourfield, Terry, Blair & Anouchka y Vegas. 
Como solista lanzó dos álbumes: Home (1994) y Laugh (1997). Colaboró con artistas como David A. Stewart, The Lightning Seeds, Sinéad O'Connor, Stephen Duffy, Dub Pistols, Gorillaz, Damon Albarn, Tricky, Junkie XL, Leila Arab, Lily Allen y Nouvelle Vague, entre otros.

## Carrera

### Primeros años
Hall comenzó su carrera tocando en una banda local de punk rock en su ciudad natal, Squad, a fines de los '70. Fue el quién compuso el sencillo "Red Alert" / "£8 a Week". 

### The Specials
En 1979 formó la banda The Specials (inicialmente conocida como The Conventry Automatics o The Special AKA), lanzando en ese año su álbum debut, que incluía canciones como "Little Bitch", "Nite Klub" y "Too Much Too Young". Hall colaboró componiendo varios de los temas de ese álbum.
En octubre de 1980, la banda lanzó su segundo álbum, More Specials, que incluía canciones como "Enjoy Yourself", "Rat Race", y "Hey, Little Rich Girl", Terry helped the band recreate the upbeat music of the first album. El último sencillo que Hall grabó con esta banda fue Ghost Town, que alcanzó el puesto número uno en las listas del Reino Unido.

### The Fun Boy Three
Luego de dos años con The Specials, Hall formó un grupo de música new wave denominado Fun Boy Three junto a otros dos exmiembros de The Specials, Lynval Golding y Neville Staple. El primer sencillo de esta banda fue lanzado a fines de 1981 y se titulaba "The Lunatics (Have Taken Over The Asylum)", que luego fue sucedido por "It Ain't What You Do (It's the Way That You Do It)" (1982), que estaba grabado a dueto con Bananarama. 
En febrero de 1983 lanzaron el álbum Waiting, que contenía hits como "The Tunnel of Love" y "Our Lips Are Sealed".

### The Colourfield
En 1984 formó la banda The Colourfield, lanzando el álbum Virgins & Philistines en 1985, que incluía el sencillo "Thinking of You" (que alcanzó el duodécimo puesto en las listas del Reino Unido). El segundo álbum de la banda, Deception, fue lanzado en 1987.

### Terry, Blair and Anouchka
En 1989, Hall formó junto a la actriz Blair Booth y la joyera Anouchka Groce una nueva banda denominada Terry, Blair & Anouchka. No obstante el éxito no los acompañó, habiendo lanzado dos sencillos y el álbum Ultra Modern Nursery Rhymes (1990). El grupo se disolvió tiempo después.

### Vegas
En 1992, Hall formó un dúo con Dave Stewart (exintegrante de Eurythmics), denominado Vegas. El álbum era de pop electrónico y fue muy promocionado por la discográfica BMG, pero sin embargo no alcanzó el éxito esperado. El último sencillo de este álbum es una versión del tema de Charles Aznavour She.

### Carrera solista
Terry Hall comenzó su carrera solista en 1994 con su álbum Home, que fue producido por Ian Broudie, de The Lightning Seeds. Al año siguiente lanzó un nuevo sencillo, Rainbows, en colaboración con Damon Albarn, de la banda Blur. En 1997 lanzó su segundo y último álbum solista, Laugh.

### Terry Hall y Mushtaq
En 2003, Hall colaboró con Mushtaq (Fun-Da-Mental) en el álbum The Hour of Two Lights, que contó además con la colaboración de una cantante de doce años libanesa, una rapera argeliana ciega, un flautista sirio, un grupo de vocalistas de Israel y Damon Albarn, entre otros.

### Años recientes
En 2001 apareció como invitado en el sencillo de Gorillaz 911, que hablaba de los ataques terroristas en los Estados Unidos.
En los años posteriores también apareció como vocalista invitado en álbumes de varias bandas.

## Vida personal
En 1980, tuvo una breve relación romántica con Jane Wiedlin de la banda The Go-Gos. Juntos, escribieron la canción "Nuestros labios están sellados". Hall tuvo dos hijos, Theo y Felix, con Jeanette Hall. Hall era seguidor del Manchester United. Fue diagnosticado como maníaco depresivo luego de un intento de suicidio en 2004.

## Fallecimiento
Hall murió el 18 de diciembre de 2022 de cáncer de páncreas según cuenta su compañero de grupo, Horace Panter, a la edad de 63 años. Fue cremado y las cenizas entregadas a la familia.

## Discografía
| Año  | Detalles del álbum | Posiciones en las listas | Posiciones en las listas       |
| Año  | Detalles del álbum | Listas del Reino Unido   | Billboard 200 (Estados Unidos) |
| ---- | --- | ------------------------ | ------------------------------ |
| 1979 | Specials - Artista: The Specials - Discográfica: 2-Tone                                                                 | 4                        | 84                             |
| 1980 | More Specials - Artista: The Specials - Discográfica: 2-Tone                                                            | 5                        | 98                             |
| 1982 | Fun Boy Three - Artista: Fun Boy Three - Discográfica: Chrysalis                                                        | 7                        | –                              |
| 1983 | Waiting - Artista: Fun Boy Three - Discográfica: Chrysalis                                                              | 14                       | 104                            |
| 1985 | Virgins & Philistines - Artista: The Colourfield - Discográfica: Chrysalis                                              | 12                       | –                              |
| 1987 | Deception - Artista: The Colourfield - Discográfica: Chrysalis                                                          | 95                       | –                              |
| 1990 | Ultra Modern Nursery Rhymes - Artista: Terry, Blair & Anouchka - Discográfica: Chrysalis                                | –                        | –                              |
| 1992 | Vegas - Artista: Vegas - Discográfica: BMG                                                                              | –                        | –                              |
| 1992 | The Collection (Compilación de canciones de Hall con Chrysalis Records) - Artista: Terry Hall - Discográfica: Chrysalis | –                        | –                              |
| 1994 | Home - Artista: Terry Hall - Discográfica: Anxious Records                                                              | 95                       | –                              |
| 1997 | Laugh - Artista: Terry Hall - Discográfica: Southsea Bubble Company                                                     | 50                       | –                              |
| 2003 | The Hour of Two Lights - Artista: Terry Hall y Mushtaq - Discográfica: Honest Jons/EMI                                  | –                        | –                              |